# Tag der Lehre
Der Tag der Lehre ist eine hochschulinterne bundesweite Veranstaltung zum Thema Hochschuldidaktik, angeregt durch den Qualitätspakt Lehre (QPL) des Bundesministeriums für Bildung und Forschung.

## Hintergrund
Seit Beginn des Qualitätspakt Lehre im Jahr 2010 nutzen teilnehmende Hochschulen das Veranstaltungsformat Tag der Lehre auch zur Vermittlung der in geförderten Projekten gewonnenen Erkenntnisse und zur Präsentation von (Zwischen-)Ergebnissen oder Projektverläufen. Der Qualitätspakt Lehre wurde am 17. Mai 2010 auf der durch die Bundesbildungsministerin Annette Schavan ausgerichteten deutschlandweiten Bologna-Konferenz ausgerufen: Ein Förderprogramm für deutsche Hochschulen, vermittels dessen der Bund bis 2020 zusätzlich zwei Milliarden Euro zur Verbesserung der Qualität der Lehre und Studienbedingungen bereitstellt. „Ziele des Programms sind eine bessere Personalausstattung von Hochschulen, ihre Unterstützung bei der Qualifizierung und Weiterqualifizierung ihres Personals sowie die Sicherung und Weiterentwicklung einer qualitativ hochwertigen Hochschullehre.“

## Tag der Lehre (Auswahl)
- Stuttgart: Am 5. März 2015 fand der erste Baden-Württemberg Tag der Lehre statt.[6]
- München[7]

- Augsburg: Seit 2014 findet in wechselnden bayrischen Städten im Fachgebiet Medizin ein Bayerischer Tag der Lehre in der Medizin statt.[8]

- Berlin (TU): Seit 2013 findet der Tag der Lehre an der TU Berlin statt. Initiiert durch den Vizepräsident für Studium und Lehre, Prof. Dr. Hans-Ulrich Heiß, wird der Tag der Lehre seither von unterschiedlichen Akteuren aus dem Bereich Studium und Lehre ausgerichtet, so auch von Akteuren aus an der TU geförderten QPL-Teilprojekten. Der Tag der Lehre behandelt an der TU Berlin wechselnde Schwerpunktthemen "zum Kulturwandel und zur Qualitätssteigerung in der Lehre".[9] Beispielsweise richtete das Online-Lehre-Team der Zentraleinrichtung Weiterbildung und Kooperation (ZEWK) der TU Berlin am 20. November 2018 einen Tag der Lehre zum Thema spielbasiertes Lehren und Lernen in der Hochschule aus.[10] Live-Mitschnitte und Berichte über den Tag der Lehre veröffentlicht das Online-Lehre-Team der ZEWK auf dem Praxisblog: Digitale Lehre und E-Learning an der TU Berlin.

- Berlin (HTW): Praxisnahe Hochschullehre, Trends in der Lehr-Lern-Forschung sowie aktuelle gesellschaftliche und alltägliche Herausforderungen werden seit 2013 jährlich am Tag der Lehre der HTW Berlin[11] diskutiert. Professoren, Mitarbeiter, Lehrbeauftragte und Studierende können Konzepte austauschen und an verschiedenen Workshops teilnehmen. Seit 2020 wird der Tag der Lehre vom Lehrenden Service Center[12] der HTW Berlin organisiert.

- Bremen[13]
- Heinrich-Heine-Universität Düsseldorf: Seit 2013 gibt es an der HHU jährlich einen Tag der Lehre. Der Tag bietet Lehrenden, Studierenden und allen die sich für Lehre und Studium engagieren Gelegenheit zum Austausch und Informationen über Innovationen und Trends in der Lehre.[14] Zudem wird bei der Veranstaltung der Lehrpreis der HHU in vier Kategorien verliehen.[15] Organisiert wird der Tag der Lehre vom Service-Center für gutes Lehren und Lernen.
- Paderborn[16]
- Kiel: Ab 2013 als Tag der Lehre, seit 2022 als Tag des Lehrens und Lernens an der Christian-Albrechts-Universität zu Kiel.[17]
- Leipzig[18]
- Magdeburg[19]
- Saarland[20]
- Karlsruhe[21]
- Chemnitz[22]
- Münster[23]